# World League di pallavolo 2003
La XIV World League di pallavolo si svolse dal 16 maggio al 13 luglio 2003. Dopo la fase a gironi, la fase finale, a cui si qualificarono le prime squadre classificate nei quattro gironi di qualificazione, le tre migliori seconde e la Spagna, paese ospitante, si disputò dall'8 al 13 luglio a Madrid, in Spagna. La vittoria finale andò per la terza volta al Brasile.

## Squadre partecipanti
Europa:
- Bulgaria
- Francia
- Germania
- Grecia
- Italia
- Paesi Bassi
- Polonia
- Portogallo
- Rep. Ceca
- Russia
- Serbia e Montenegro
- Spagna

America:
- Brasile
- Cuba
- Venezuela

Asia:
- Giappone

## Gironi
| Gruppo A                        | Gruppo B                           | Gruppo C                                      | Gruppo D                          |
| ------------------------------- | ---------------------------------- | --------------------------------------------- | --------------------------------- |
| Polonia Russia Spagna Venezuela | Brasile Germania Italia Portogallo | Bulgaria Cuba Paesi Bassi Serbia e Montenegro | Francia Giappone Grecia Rep. Ceca |

## Fase finale

### Finali 1º e 3º posto
|  | Semifinali          | Semifinali          | Semifinali |         |                     | Finale              | Finale          | Finale          |  |
|  |                     |                     |            |         |                     |                     |                 |                 |  |
|  | Serbia e Montenegro | Serbia e Montenegro | 3          |         |                     |                     |                 |                 |  |
|  | Serbia e Montenegro | Serbia e Montenegro | 3          |         |                     |                     |                 |                 |  |
|  | Italia              | Italia              | 0          |         |                     |                     |                 |                 |  |
|  | Italia              | Italia              | 0          |         | Serbia e Montenegro | Serbia e Montenegro | 2               |                 |  |
|  |                     |                     |            |         | Serbia e Montenegro | Serbia e Montenegro | 2               |                 |  |
|  |                     |                     | Brasile    | Brasile | 3                   |                     |                 |                 |  |
|  | Rep. Ceca           | Rep. Ceca           | Brasile    | Brasile | 3                   | 0                   |                 |                 |  |
|  | Rep. Ceca           | Rep. Ceca           |            |         |                     | 0                   |                 |                 |  |
|  | Brasile             | Brasile             | 3          |         |                     | Finale 3º posto     | Finale 3º posto | Finale 3º posto |  |
|  | Brasile             | Brasile             | 3          |         |                     |                     |                 |                 |  |
|  |                     |                     |            |         |                     |                     |                 |                 |  |
|  |                     |                     |            |         |                     | Italia              | Italia          | 3               |  |
|  |                     |                     |            |         |                     | Italia              | Italia          | 3               |  |
|  |                     |                     |            |         |                     | Rep. Ceca           | Rep. Ceca       | 1               |  |

## Podio

### Campione
Formazione: 3 Gávio, 4 Heller, 5 Randow, 6 de Lima, 7 de Godoy, 9 Nascimento, 10 dos Santos, 11 Rodrigues, 12 Bitencourt, 14 Santana, 17 Garcia, 18 do Amaral, CT: de Rezende

### Secondo posto
Formazione: 1 Rajko Jokanović, 2 Milan Vasić, 4 Bojan Janić, 6 Slobodan Boškan, 7 Đula Mešter, 8 Vasa Mijić, 9 Nikola Grbić, 10 Vladimir Grbić, 12 Andrija Gerić, 13 Goran Vujević, 14 Ivan Miljković, 18 Igor Vušurović, CT: Veselin Vuković

### Terzo posto
Formazione: 1 Luigi Mastrangelo, 2 Marco Meoni, 4 Paolo Torre, 6 Samuele Papi, 7 Francesco Biribanti, 9 Cristian Savani, 11 Hristo Zlatanov, 12 Damiano Pippi, 13 Andrea Giani, 14 Alessandro Fei, 17 Paolo Cozzi, 18 Matej Černič, CT: Gian Paolo Montali

## Classifica finale
| Classifica | Squadre             |
| ---------- | ------------------- |
|            | Brasile             |
|            | Serbia e Montenegro |
|            | Italia              |
| 4          | Rep. Ceca           |
| 5          | Bulgaria            |
| 5          | Spagna              |
| 7          | Grecia              |
| 7          | Russia              |
| 9          | Polonia             |
| 10         | Francia             |
| 10         | Germania            |
| 10         | Paesi Bassi         |
| 13         | Cuba                |
| 13         | Giappone            |
| 13         | Portogallo          |
| 13         | Venezuela           |

## Premi individuali
- Miglior realizzatore: Ivan Miljković
- Miglior schiacciatore: Martin Lébl
- Miglior muro: Andrija Gerić
- Miglior servizio: Andrija Gerić
- Miglior palleggiatore: Marco Meoni
- Miglior ricevitore: Sérgio dos Santos
- Miglior difesa: Sérgio dos Santos